# Srbobran
Srbobran (kyr. Србобран, ungarisch Szenttamás, deutsch St. Thomas oder Thomasberg) ist eine Gemeinde und Stadt im Bezirk Južna Bačka in der autonomen Provinz Vojvodina (ungarisch Vajdaság, deutsch Wojwodina) in Serbien. Die Gemeinde hat 17.855 Einwohner (2002) und erstreckt sich über eine Fläche von 284 km². Die Gemeinde setzt sich aus drei Ortsteilen zusammen, der Stadt Srbobran und den Orten Turija und Nadalj.

## Geographie
Srbobran liegt in der Region der Batschka. Die Gemeinde liegt ziemlich zentral in der Vojvodina. Die Umgebung ist weitgehend ebenes Gelände. Der Ort befindet sich am Batschka-Kanal (ungarisch Ferenc-csatorna, deutsch Franzeskanal). Es herrscht gemäßigt-kontinentales Klima, was der Agrarwirtschaft zugutekommt. Der Boden der Region gilt als sehr fruchtbar. Srbobran hat auch mehrere unerschlossene Thermalquellen. Es wurden weiterhin Gas- und Ölvorkommen entdeckt, die auch ausgebeutet werden.

## Etymologie
Der serbische Name Srbobran lässt sich in etwa mit Serbenwehr oder Serbenschild übersetzen. Der ungarische Name Szenttamás (dt. Hl. Thomas) bezieht sich auf den früheren Namen der Ortschaft aus dem 14. Jahrhundert, die nach ihrer Gründung dem Hl. Thomas geweiht wurde.

## Geschichte
Die älteste Erwähnung Srbobrans ist im Jahr 1338 unter dem Namen Szenttamás festgehalten worden. Neben diesen Namen trug der Ort auch andere Namen, darunter Srbograd (deutsch Serbenstadt; Erwähnung um 1751). Den heutigen Namen Srbobran bekam der Ort 1918 und führt auf die Ereignisse vom Revolutionsjahr 1848/49, als die Serben die serbische Vojvodina ausriefen und bei Szenttamás starke Befestigungen gegen die ungarische Armee errichteten, wo dann eine der größten Schlachten zwischen der serbischen und ungarischen Armee stattfand. Die Schlacht gewann die ungarische Armee, allerdings wurden vorher auf kaiserlichen Befehl die serbischen Einheiten, die der Militärgrenze angehörten, abgezogen und wieder in die Militärgrenze reintegriert, womit die serbische Armee in der Vojvodina um gut die Hälfte kleiner wurde.

## Bevölkerung
Nach der Volkszählung 2002 leben 17.855 Einwohner in der Gemeinde Srbobran. Serben stellen mit 11.963 (67 %) die absolute Mehrheit in der Gemeinde, gefolgt von den Ungarn mit 3.920 (22 %). Daneben gibt es weitere Minderheiten, die etwa insgesamt 11 % der Bevölkerung ausmachen, darunter auch 20 Volksdeutsche.

## Söhne und Töchter der Stadt
- Anton Haug (1890–1945), banatschwäbischer römisch-katholischer Geistlicher und Märtyrer
- Franz Fehér (1903–1991), ungarisch-deutscher Chemiker
- László Végel (* 1941), ungarischsprachiger Autor
- Ognjen Mudrinski (* 1991), serbischer Fußballspieler
- Stefan Bukinac (* 2005), serbischer Fußballspieler
- Aleksandar Katai (* 1991), serbischer Fußballspieler

## Galerie

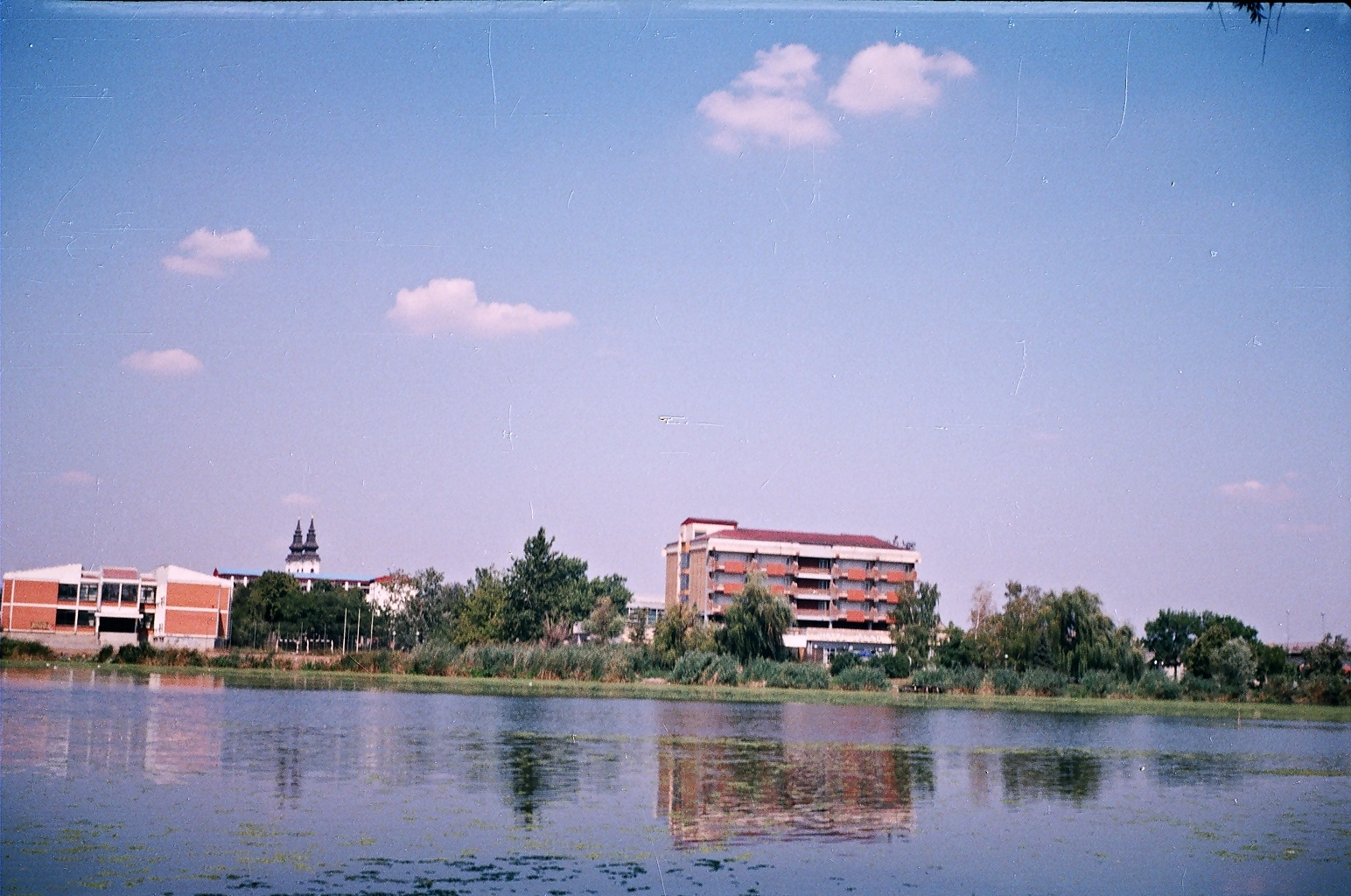
Ausschnitt von Srbobran und das ehemalige Hotel Elan
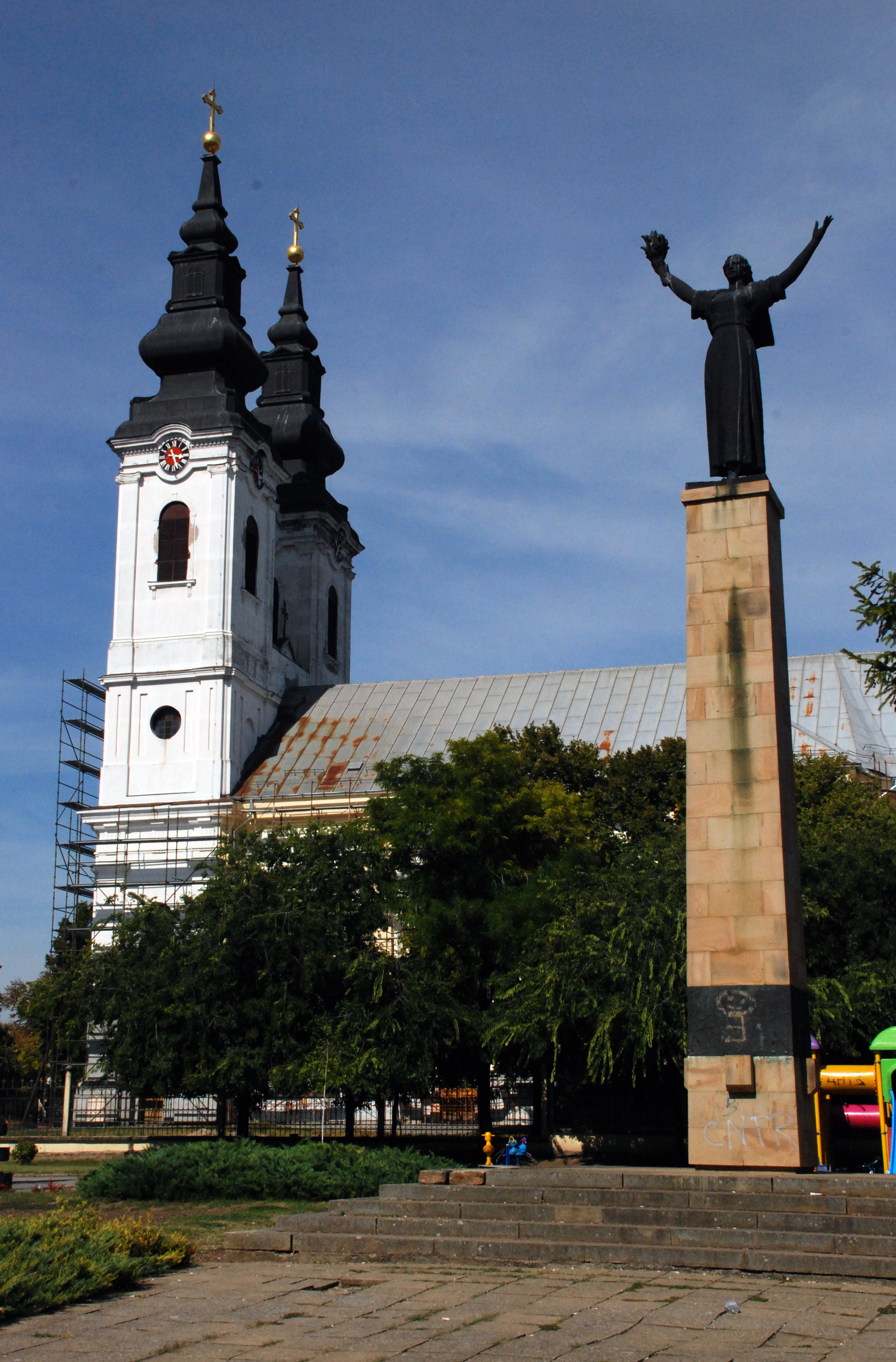
Die Serbisch-orthodoxe Kirche und ein Denkmal
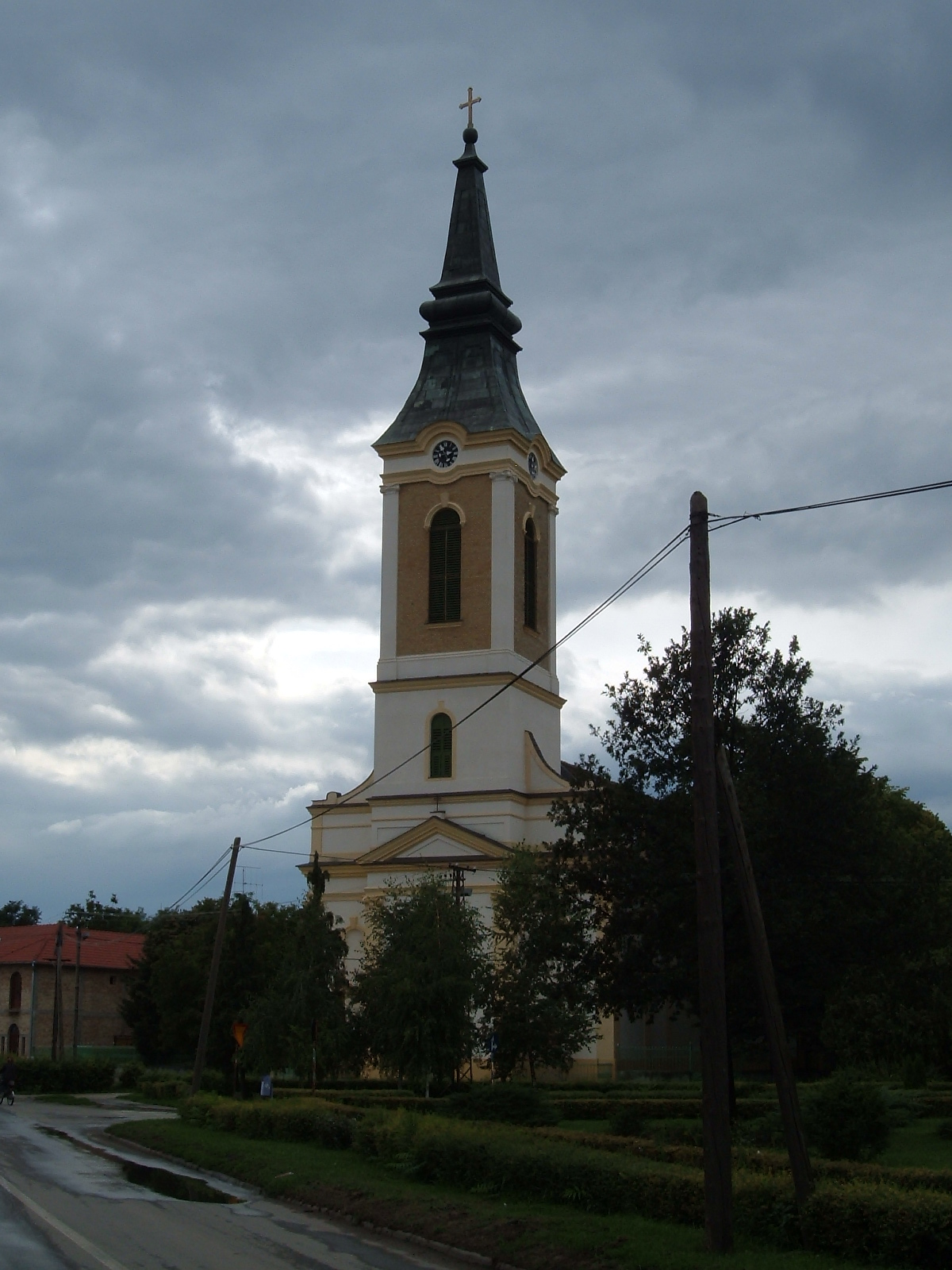
Die Römisch-katholische Kirche
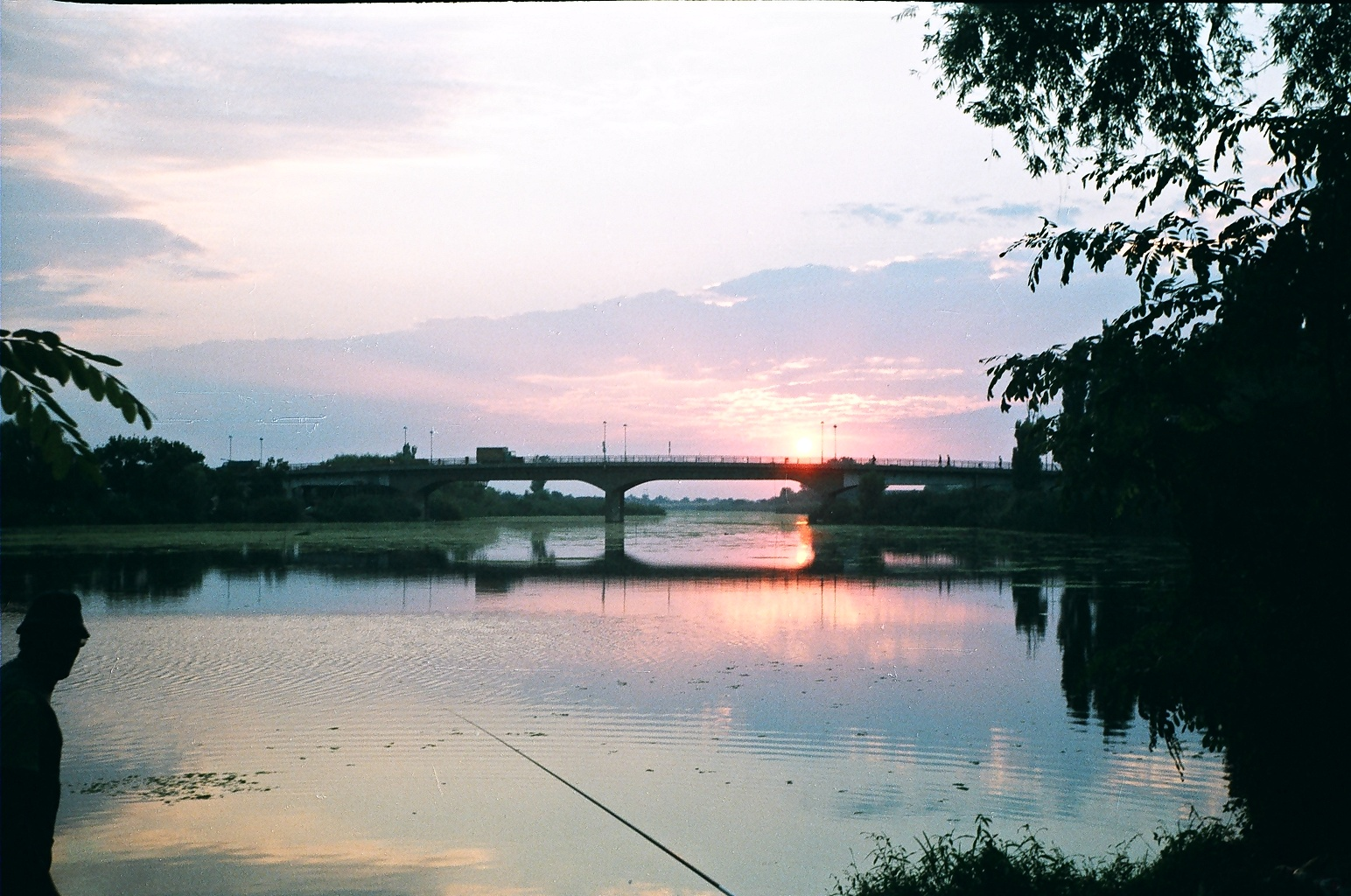
Die Brücke über den Großen Batschka-Kanal
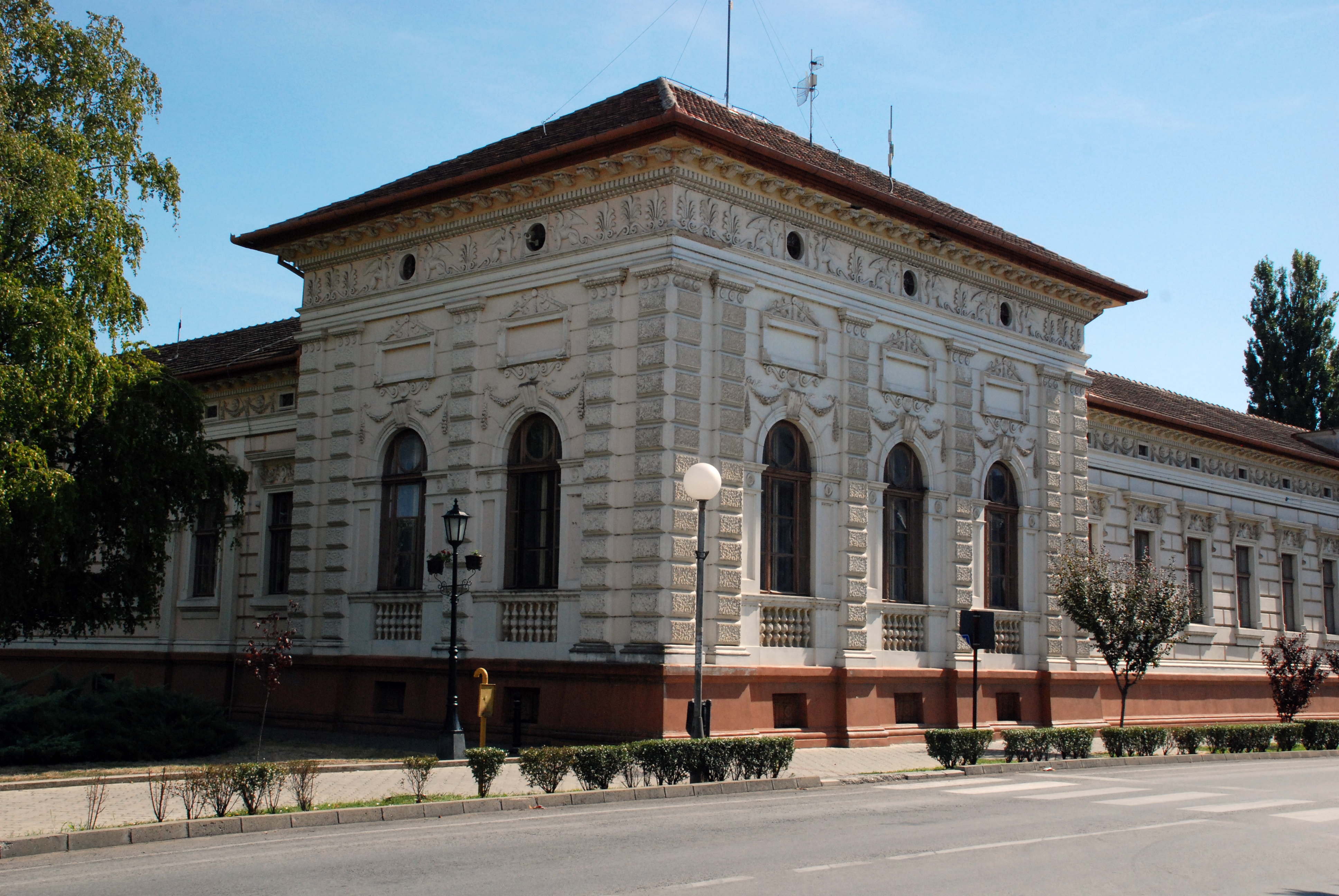
Das Rathaus von Srbobran

## Belege
1. ↑  Geographie Srbograds (Memento des Originals vom 24. Februar 2009 im Internet Archive)  Info: Der Archivlink wurde automatisch eingesetzt und noch nicht geprüft. Bitte prüfe Original- und Archivlink gemäß Anleitung und entferne dann diesen Hinweis.
2. ↑  Geschichte Srbograds (Memento des Originals vom 24. Februar 2009 im Internet Archive)  Info: Der Archivlink wurde automatisch eingesetzt und noch nicht geprüft. Bitte prüfe Original- und Archivlink gemäß Anleitung und entferne dann diesen Hinweis.
3. ↑  Volkszählung Serbien 2002 (englisch) (Memento vom 6. März 2009 im Internet Archive) (PDF; 379 kB)